# (6117) Brevardastro
(6117) Brevardastro ist ein Asteroid des Hauptgürtels, der am 12. Februar 1985 vom belgischen Astronomen Henri Debehogne am La-Silla-Observatorium (IAU-Code 809) der Europäischen Südsternwarte in Chile entdeckt wurde.
Benannt wurde er am 12. Januar 2017 nach der US-amerikanischen Brevard Astronomical Society, einer sehr aktiven Gemeinschaft von Amateurastronomen im Brevard County in Florida, der die Heimat des Weltraumbahnhofs John F. Kennedy Space Center bei Cape Canaveral ist.
Der Himmelskörper gehört der Vesta-Familie an, einer großen Gruppe von Asteroiden, benannt nach (4) Vesta, dem zweitgrößten Asteroiden und drittgrößten Himmelskörper des Hauptgürtels.